# Marsyas
Marsyas var en halvguddommelig personlighed, der oprindeligt utvivlsomt hørte hjemme i Kybele-dyrkelsen i Lilleasien, men senere også overførtes til grækerne. Flere åer og floder i Lilleasien, navnlig den ved Kelainai udspringende biflod til Maiandros, der bar hans navn, beskyttedes af ham, men tillige nævntes han som fløjtespillets særlige værneguddom. Overført til ionerne og senere til det egentlig Hellas betragtedes han som en Silen eller Satyr.
Det fortaltes, dels at han selv havde opfundet fløjten, dels at den var opfundet af Athena, der imidlertid havde kastet den bort under en forbandelse, da spillet misklædte hendes ansigt; den bortkastede fløjte havde Marsyas fundet og opnået så stor en færdighed i at behandle instrumentet, at han dristede sig til at udæske selve Apollon til en væddekamp i musik. Da Marsyas var blevet erklæret for overvunden, straffede Apollon ham ved at lade hans hud afflå. Som dommer nævner nogle sagn den frygiske konge Midas. Som stedet for væddestriden nævnedes byen Kelainai. Det fortaltes, at Marsyas’ afflåede hud var ophængt der i en hule og bevægede sig, når der hørtes fløjtemusik. I en noget ændret form overførtes myten også til Rom. Scener af sagnet, navnlig væddekampen og Marsyas’ afstraffelse, var i den bildende kunst ret almindelig anvendte motiver (statuer, relieffer, malerier og vasebilleder), mindre derimod i digtekunsten. Også rørfløjten, Syrinx, henføres til Marsyas.